# Saša Jovanović
Saša Jovanović (ur. 15 grudnia 1991 w Lazarevacu) – serbski piłkarz występujący na pozycji napastnika w Córdobie.